# Kasper Elbjørn
Kasper Elbjørn (født 1973 i Kastrup) er cand.scient.pol. og siden april 2021 kommunikationschef i Danfoss. Han har tidligere været ansat i CEPOS, Carlsberg og Saxo Bank og er desuden kendt som borgerlig debattør og forfatter.

## Karriere
Kasper Elbjørn blev student fra Tårnby Gymnasium i 1992 og cand.scient.pol. fra Københavns Universitet i 2002. Han har været ansat i Udenrigsministeriet og været vicedirektør for Baltic Development Forum. I 2004 var han blandt medstifterne af den borgerligt-liberale tænketank CEPOS, som han senere var pressechef for. Han var pressechef i Saxo Bank 2007-2009 og kommunikationsdirektør frem til 2015. I november 2015 skiftede han til Carlsberg og blev i 2021 kommunikationschef i Danfoss.
Sammen med David Gress har Elbjørn redigeret antologien 20 begivenheder der skabte Danmark, Gyldendal, 2006 (ISBN 87-02-05156-7). Han har bidraget til antologien På ret kurs : et tilbageblik på systemskiftet i 1982, People's Press, 2007 (ISBN 978-87-7055-227-1) samt skrevet kapitlet om senator Barry Goldwater i 11 konservative tænkere, Cepos, 2010 (ISBN 9788792581006). I 2013 redigerede han Den lange vej - fra nederlag til fremgang. Taler og artikler 2008-2013 af Anders Samuelsen, forord af Poul Schlüter, Peter la Cours forlag (ISBN 9788788606393), og Opgøret om 30 års udlændingepolitik, Peter la Cours forlag (ISBN 9788788606386) sammen med Eva Agnete Selsing.

## Politisk tilhørsforhold
Elbjørn var kandidat ved Europa-Parlamentsvalget 2009 for Venstre, opstillet af Venstre i Nordsjælland, men meldte sig ud fem år senere den 26. maj 2014.
I marts 2015 meldte han sig ind i Det Konservative Folkeparti.
Kasper Elbjørn bor med sin partner og fire børn i Rungsted.